# Leonid Moseyev
Leonid Moseyev (né le 2 octobre 1952 à Kasli) est un athlète russe spécialiste du marathon. Licencié au Dynamo Chelyabinsk, il mesure 1,80 m pour 64 kg.

## Carrière

### Palmarès
| Date | Compétition                    | Lieu     | Résultat | Performance       |
| ---- | ------------------------------ | -------- | -------- | ----------------- |
| 1976 | Jeux olympiques d'été          | Montréal | 7e       | 2 h 13 min 33 s 4 |
| 1978 | Championnats d'Europe          | Prague   | 1er      | 2 h 11 min 57 s 5 |
| 1979 | Championnats du monde de cross | Limerick | 3e       | 210 pts           |
| 1980 | Jeux olympiques d'été          | Moscou   | 5e       | 2 h 12 min 14 s   |
| 1982 | Championnats d'Europe          | Athènes  | 16e      | 2 h 24 min 00 s   |

### Records
| Épreuve  | Performance     | Lieu | Date |
| -------- | --------------- | ---- | ---- |
| Marathon | 2 h 11 min 57 s |      | 1977 |